# Copa del Rey de hockey patines 2018
La Copa del Rey de hockey patines 2018 fue la septuagésima quinta edición de la Copa del Rey de este deporte. La sede única fue Lloret de Mar (Gerona) y los encuentros se disputaron en el Pabellón Municipal.
Se disputó entre los 7 mejores equipos de la OK Liga 2017-18 en la primera vuelta de la liga y el C.H. Lloret como anfitrión, según el sorteo efectuado el 6 de febrero de 2018.
Los partidos se jugaron entre el 22 y el 25 de febrero de 2018.
El campeón de esta edición fue el FC Barcelona, que consiguió su vigésimo segundo título de copa.
De forma paralela se disputó la tercera edición de la MiniCopa Masculina en categoría base. Se jugó en formato cuartos de final (sábado), semifinales y final (domingo) entre ocho equipos de categoría MASC12. Los equipos participantes fueron Deportivo Liceo, Igualada HC, Reus Deportiu, CH Lloret, Girona CH, ICG Software Lleida, CE Noia y FC Barcelona, que se proclamó campeón de esta edición por tercera vez consecutiva.

## Equipos participantes
- Club Esportiu Noia
- FC Barcelona
- Reus Deportiu
- HC Liceo
- Club Hoquei Lloret
- Igualada Hoquei Club
- Club Esportiu Lleida Llista Blava
- Girona Club d'Hoquei

## Resultados
|  | Cuartos de final     | Cuartos de final |               |                      | Semifinales   | Semifinales   |  |          | Final         | Final         |  |
|  | 22-23 de febrero     | 22-23 de febrero |               |                      | 24 de febrero | 24 de febrero |  |          | 25 de febrero | 25 de febrero |  |
|  |                      |                  |               |                      |               |               |  |          |               |               |  |
|  |                      |                  |               |                      |               |               |  |          |               |               |  |
|  | Club Esportiu Noia   | 0                |               |                      |               |               |  |          |               |               |  |
|  | Club Esportiu Noia   | 0                |               |                      |               |               |  |          |               |               |  |
|  | Igualada Hoquei Club | 3                |               |                      |               |               |  |          |               |               |  |
|  | Igualada Hoquei Club | 3                |               | Igualada Hoquei Club | 1             |               |  |          |               |               |  |
|  |                      |                  |               | Igualada Hoquei Club | 1             |               |  |          |               |               |  |
|  |                      |                  | HC Liceo      | 2                    |               |               |  |          |               |               |  |
|  | HC Liceo             | 3                | HC Liceo      | 2                    |               |               |  |          |               |               |  |
|  | HC Liceo             | 3                |               |                      |               |               |  |          |               |               |  |
|  | C.H. Lloret          | 0                |               |                      |               |               |  |          |               |               |  |
|  | C.H. Lloret          | 0                |               |                      |               |               |  | HC Liceo | 1             |               |  |
|  |                      |                  |               |                      |               |               |  | HC Liceo | 1             |               |  |
|  |                      |                  | FC Barcelona  | 2                    |               |               |  |          |               |               |  |
|  | FC Barcelona         | 5                | FC Barcelona  | 2                    |               |               |  |          |               |               |  |
|  | FC Barcelona         | 5                |               |                      |               |               |  |          |               |               |  |
|  | Girona Club d'Hoquei | 1                |               |                      |               |               |  |          |               |               |  |
|  | Girona Club d'Hoquei | 1                |               | FC Barcelona         | 3             |               |  |          |               |               |  |
|  |                      |                  |               | FC Barcelona         | 3             |               |  |          |               |               |  |
|  |                      |                  | Reus Deportiu | 1                    |               |               |  |          |               |               |  |
|  | Reus Deportiu        | 7                | Reus Deportiu | 1                    |               |               |  |          |               |               |  |
|  | Reus Deportiu        | 7                |               |                      |               |               |  |          |               |               |  |
|  | Club Esportiu Lleida | 6                |               |                      |               |               |  |          |               |               |  |
|  | Club Esportiu Lleida | 6                |               |                      |               |               |  |          |               |               |  |
|  |                      |                  |               |                      |               |               |  |          |               |               |  |

## Final
| Fecha                                                         | Hora  | Partido  | Partido | Partido            |
| ------------------------------------------------------------- | ----- | -------- | ------- | ------------------ |
| 25 de febrero                                                 | 20:00 | HC Liceo | 1-2     | FC Barcelona Lassa |
| Pabellón: Pavelló Municipal d'Esports, Lloret de Mar (Gerona) |       |          |         |                    |